# Музеј револуције (Куба)
Музеј револуције (шп. Museo de la Revolución) налази се у Хавани и посвећен је Кубанској револуцији. Музеј је смештен у бившој председничкој палати свих кубанских председника, од Марија Гарсије Менокала до Фулгенсиа Батисте. Музеј Револуције основан је током година након Кубанске револуције. Студентски револуционарни директорат је извршио оружани напад на зграду 1957. године.

## Изложбе
Изложбе кубанске историје у музеју углавном су посвећене периоду Кубанске револуцији и историји земље после 1959. године. Делови музеја такође су посвећени предреволуционарној Куби, укључујући рат за независност, вођен против Шпаније.

## Галерија
- Председничка палата коју су дизајнирали архитекте Родолфо Марури и Паул Белау